# Seymour Hicks

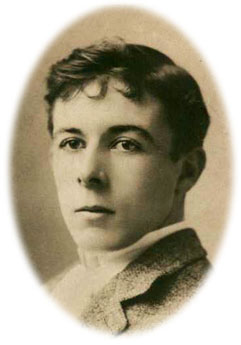
Der junge Seymour Hicks

Sir Edward Seymour Hicks (* 30. Januar 1871 in Saint Helier, Jersey; † 6. April 1949 in Fleet, Hampshire) war ein britischer Theater- und Filmschauspieler, Schriftsteller, Drehbuchautor und Regisseur.

## Leben

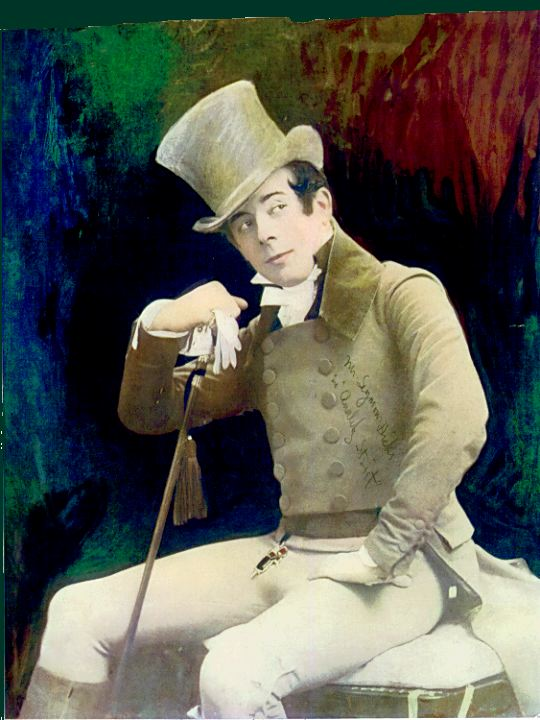
Zeichnung von Hicks im Erfolgsstück Quality Street

Der auf der Kanalinsel Jersey geborene Hicks begann seine Theaterlaufbahn am 11. November 1887 mit dem Stück „In the Grand“. Zu Beginn seiner Karriere war er regelmäßiger Bühnenpartner des Schauspielerehepaars Madge und William Hunter Kendal. 1895 trat er im Rahmen einer Tournee auch erstmals am Broadway in New York auf. Er machte sich anfänglich vor allem einen Namen als Entertainer in Music-Halls und in Musical-Revuen, konnte aber auch im klassischen, dramatischen Sprechtheater Erfolge verzeichnen. Seinen ersten großen Erfolg feierte Hicks 1902 als Valentine Brown in dem Stück ‘Quality Street’. Neben seiner darstellerischen Tätigkeit verfasste Hicks auch eigene Stücke, die mehrfach von französischen Vorlagen inspiriert waren, darunter Bluebell in Fairyland (1901), The Gay Gordons (1907), Sleeping Partners (1917) und The Man in Dress Clothes (1922). Sie fanden auch den Weg an Londoner Bühnen. Mit seiner frühen Autobiografie „24 Years of an Actor’s Life“ debütierte Seymour Hicks 1910 als Buchautor.
Hicks versuchte sich auch frühzeitig im Bühnenmanagement und als Produzent: 1893 ließ er beispielsweise in London die Revue ‘Under the Clock’ aufführen. Seymour Hicks hatte auch diverse Londoner Spielstätten geleitet, darunter das Aldwych Theatre, das er 1905 eröffnete, und das Globe Theatre, das 1907 mit einem Spielplan begann. Sowohl im Ersten als auch im Zweiten Weltkrieg war Hicks der erste britische Unterhaltungskünstler, der mit einer Schauspieler-Truppe nach Frankreich ging, um die dort stationierten britischen Soldaten zu unterhalten.
Seymour Hicks hatte sich frühzeitig auf das lange Zeit scheel angesehene Medium Film eingelassen; 1913 gab er seinen Einstand vor der Kamera mit zwei Adaptionen berühmter Literaturvorlagen („David Garrick“ und „Scrooge“). In beiden Verfilmungen verkörperte er die Titelfigur. Zum Jahresende 1929 setzte er als Regisseur seine (durch Sacha Guitry inspirierte) Komödie „Sleeping Partners“ für das Kino um. Seitdem spielte er eine Reihe von großen Charakterrollen in eher unbedeutenden britischen Unterhaltungstonfilmen. 1935 trat er als Ebenezer Scrooge auch in dem ersten Tonfilm-Remake von Charles Dickens’ Weihnachtsklassiker Eine Weihnachtsgeschichte auf. Seine letzte Rolle übernahm der 1935 geadelte Sir Seymour Hicks 1948 mit dem alten Lord Clandon in dem Kriminalmelodram „Das schweigende Dunkel“.
Hicks war von 1893 bis zu seinem Tod mit der Schauspielerin und Sängerin Ellaline Terriss (1871–1971) verheiratet, mit der zwei Kinder hatte. Das Ehepaar stand häufiger gemeinsam auf der Bühne.

## Filmografie
- 1913: David Garrick
- 1913: Scrooge
- 1914: Always Tell Your Wife
- 1914: A Prehistoric Love Story
- 1923: Always Tell Your Wie (Kurzfilm-Remake, auch Drehbuch)
- 1925: Sir Mortons Leidenschaft (Sporting Life) (Bühnenstück)
- 1927: Blighty
- 1929: Sleeping Partners (auch Regie und Drehbuch)
- 1930: The Love Habit
- 1931: Glamour (auch Co-Regie und Drehbuch)
- 1931: Money For Nothing
- 1934: The Secret of the Loch
- 1934: Royal Cavalcade
- 1935: Mr. What's-His-Name?
- 1935: Scrooge
- 1935: Vintage Wine
- 1936: Eliza Comes to Stay
- 1936: It’s You I Want
- 1937: Change for a Sovereign
- 1938: The Lambeth Walk
- 1939: Young Man’s Fancy
- 1940: Pastor Hall
- 1940: Busman’s Honeymoon
- 1947: Fame is the Spur
- 1948: Das schweigende Dunkel (Silent Dust)